# Ernest (Pennsilvània)
Ernest és una població del Comtat d'Indiana (Pennsilvània) als Estats Units d'Amèrica. Segons el cens del 2000 tenia 501 habitants.

## Demografia
Segons el cens del 2000, Ernest tenia 501 habitants, 208 habitatges, i 122 famílies. La densitat de població era de 841 habitants per quilòmetre quadrat.
Dels 208 habitatges en un 30,8% hi vivien nens de menys de 18 anys, en un 43,3% hi vivien parelles casades, en un 10,6% dones solteres, i en un 41,3% no eren unitats familiars. En el 35,1% dels habitatges hi vivien persones soles el 23,6% de les quals corresponia a persones de 65 anys o més que vivien soles. El nombre mitjà de persones vivint en cada habitatge era de 2,41 i el nombre mitjà de persones que vivien en cada família era de 3,18.
Per edats la població es repartia de la següent manera: un 26,9% tenia menys de 18 anys, un 8,4% entre 18 i 24, un 28,1% entre 25 i 44, un 19,6% de 45 a 60 i un 17% 65 anys o més.
L'edat mediana era de 36 anys. Per cada 100 dones de 18 o més anys hi havia 87,7 homes.
La renda mediana per habitatge era de 21.058 $ i la renda mediana per família de 28.214 $. Els homes tenien una renda mediana de 23.438 $ mentre que les dones 17.125 $. La renda per capita de la població era de 10.951 $. Entorn del 16,7% de les famílies i el 19,8% de la població estaven per davall del llindar de pobresa.

## Poblacions més properes
El següent diagrama mostra les poblacions més properes.